# Rycerze Ciemności
Rycerze Ciemności – album koncertowy wydany podczas występu Władysława Komendarka w 2007 roku. Materiał muzyczny zarejestrowano w klubach i na scenach całej Polski. Edycja była limitowana i ograniczona do 100 sztuk.

## Lista utworów
1. "Cywilizacja bazarowa" - 9:08
2. "Brzegi życia" - 6:36
3. "Główna Fabryka Produkcji Autorytetów" - 7:52
4. "Masowe rozmiękczenie mózgów" - 8:00
5. "Walcownia świadomości" - 9:34
6. "Homoterroryzm" - 8:00
7. "Epoka mutantów" - 12:22
8. "Rycerze Ciemności" - 5:46
9. "Strefa G.M.O." - 5:53

## Twórcy
- Władysław Komendarek – wokal, syntezatory i samplery
- Dariusz Załuska – gitara
- Zbigniew Fyk – perkusja
- Karol Pruski – sample gitarowe

### Mowa w tle
- Gosia Popieliska – język japoński
- Monika Yang – język koreański
- Szymon Maciejewski – język angielski i niemiecki
- Władysław Komendarek – wymyślony przez siebie język, którym artysta posługuje się na scenie od lat

### Produkcja
- Lech Błażejewski – nagranie
- Karol Pruski – foto i projekt okładki